# Dalla spada all'aratro
Dalla spada all'aratro è un concetto che indica la trasformazione di armi o tecnologie militari in strumenti usati per scopi pacifici.
La frase ha origine nel libro di Isaia:
"Egli sarà giudice fra le genti e sarà arbitro fra molti popoli. Forgeranno le loro spade in vomeri, le loro lance in falci; un popolo non alzerà più la spada contro un altro popolo, non si eserciteranno più nell'arte della guerra." -  Isaia 2:3-4, su laparola.net.
L'aratro è spesso usato a simbolo di strumento costruttivo per l'umanità, e opposto alla spada che è usata come simbolo distruttivo.
La stessa espressione in lingua tedesca (Schwerter zu Pflugscharen) è stata usata negli anni 80 nella Repubblica Democratica Tedesca per indicare le iniziative volte al disarmo.